# José Luis Martínez González
José Luis Martínez González, né le 9 novembre 1964, est un homme politique espagnol membre de Ciudadanos.
Il est élu député de la circonscription de Murcie lors des élections générales de décembre 2015.

## Biographie

### Profession
José Luis Martínez González est titulaire d'une licence en histoire et géographie. Il est spécialisé en géographie par l'Université de Murcie.

### Carrière politique
Il est coordinateur de Ciudadanos pour la fédération locale d'Águilas.
Le 20 décembre 2015, il est élu député pour Murcie au Congrès des députés et réélu en 2016.
Il est nommé directeur général au Gouvernement ouvert et à la Coopération de la région de Murcie en février 2022.